# Chris Rankin
Chris Rankin, właściwie Christopher William Rankin (ur. 8 listopada 1983 w Auckland) – brytyjski aktor, znany przede wszystkim z roli Percy'ego Weasleya w filmach o Harrym Potterze.

## Wybrana filmografia
- 2007 Harry Potter i Zakon Feniksa jako Percy Weasley (Harry Potter and the Order of the Phoenix)
- 2004 Harry Potter i więzień Azkabanu jako Percy Weasley (Harry Potter and the Prisoner of Azkaban)
- 2002 Harry Potter i Komnata Tajemnic jako Percy Weasley (Harry Potter and the Chamber of Secrets)
- 2001 Harry Potter i Kamień Filozoficzny jako Percy Weasley (Harry Potter and the Sorcerer’s Stone)